# Boerenkuil
Een boerenkuil, ook wel turfput, veenput (of veenkuil), moerput of klotput, is een overblijfsel van kleinschalige turfwinning. Deze turfwinningsputten komen vooral voor aan de randen van de vroegere hoogveengebieden. Ze dateren soms nog van voor 1850 toen de grootschalige turfwinning op gang kwam. Onder andere in de Peel in Noord-Brabant kunnen de restanten ervan nog worden aangetroffen.

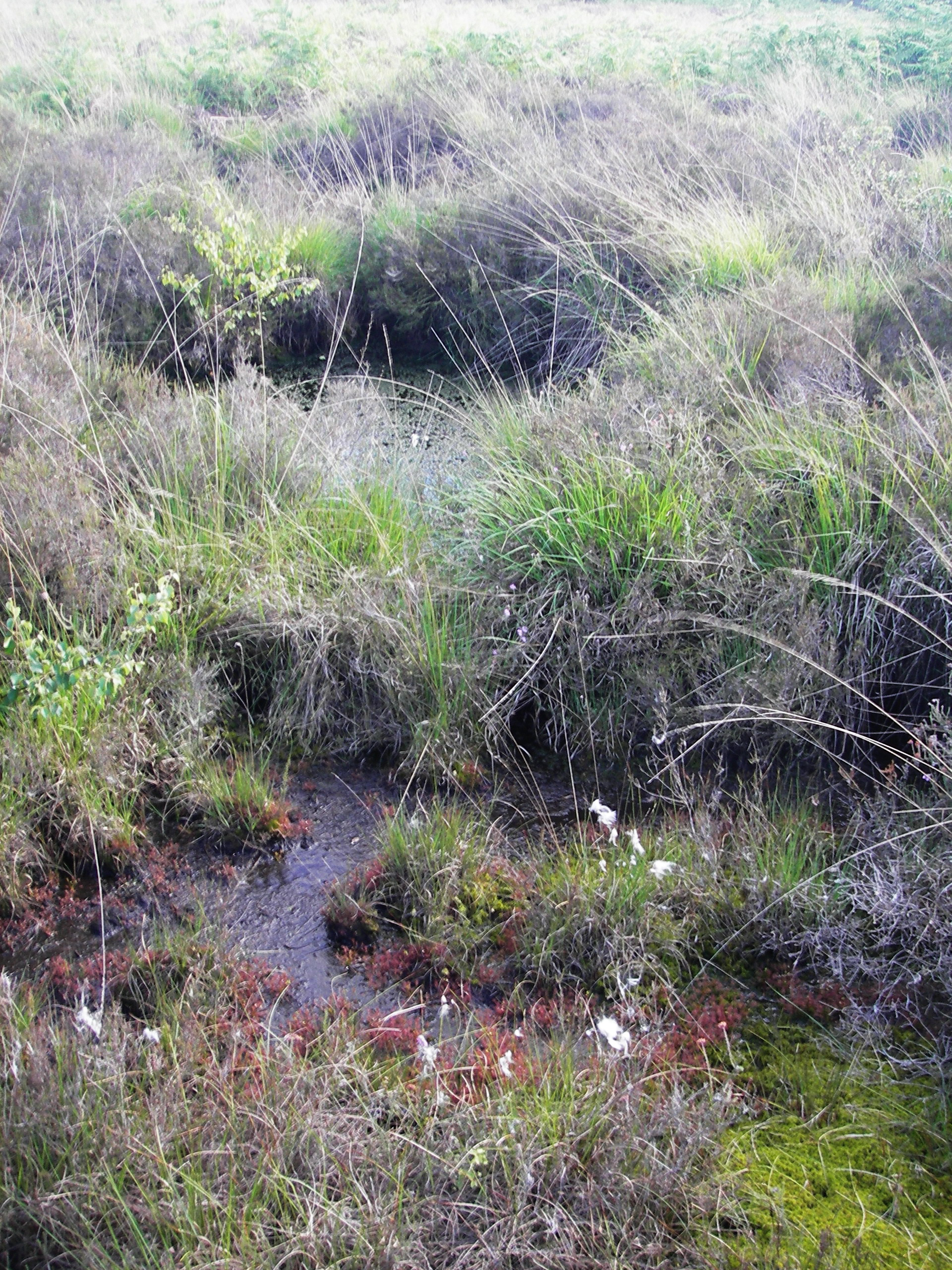
Boerenkuil bij Liessel

## Turfwinning
Boerenkuilen zijn gewoonlijk ronde of onregelmatig gevormde gaten van zeer beperkte omvang; ze zijn meestal niet meer dan enkele tot enige tientallen vierkante meters groot. Ze kwamen in een tot drie dagen tot stand en werden daarom ook wel eendagskuilen genoemd. Na het delven van de turf liepen ze snel vol water. Vaak liggen ze netjes op rijen, vanwege de tamelijk strenge reglementering waaraan de verveners, pachters van de turfvelden, zich te houden hadden. De kuilen zijn in een veengebied dikwijls nog goed te herkennen en geven een indruk van een vroegere kleinschalige wijze van bestaan.

## Nieuw hoogveen
In de boerenkuilen vormen zich vaak drijvende 'deksels' van veenmossen met bijzonder stabiele milieuomstandigheden. De boerenkuilencomplexen herbergen daardoor vele soorten planten en dieren in een leefgemeenschap die karakteristiek is voor, en beperkt tot, levend hoogveen, een zeer zeldzaam geworden milieu. De plantensoorten betreffen onder meer naast betrekkelijk gewone veensoorten als ronde zonnedauw en veenpluis ook zeldzaamheden als lavendelheide en kleine veenbes. Ook het dierenleven profiteert van de stabiele omstandigheden en de structuurrijkdom van de boerenkuilen. Interessante soorten zijn onder meer de gladde slang en de veenmol.
Omdat de regeneratie van hoogveen een traag en moeizaam proces is, zijn de boerenkuilen als reservaat voor allerlei hoogveensoorten gaan dienen.

## Ligging
Er bestaat nog een beperkt aantal boerenkuilencomplexen.
De belangrijkste liggen in de Deurnese Peel bij Liessel, in het Mariaveen (het zuidelijke deel van de Mariapeel) en de Heidsche Peel. Enkele kuilencomplexen zijn vanaf een openbare wandelroute te overzien, deze liggen verspreid in het Mariaveen. Het betreden van boerenkuilencomplexen is niet geheel zonder gevaar en is daarom buiten excursieverband doorgaans niet toegestaan.
Hoewel er in vroeger eeuwen ook elders op deze kleinschalige manier werd verveend zijn de boerenkuilen in hun huidige betekenis van hoogveen natuurreservaat voornamelijk beperkt tot de Peel. De meer grootschalige veengebieden in bijvoorbeeld Drenthe zijn soms beter bewaard gebleven maar de  kuilen met afdekking van drijvend veenmos komen elders weinig voor.